# Matthias Kessler

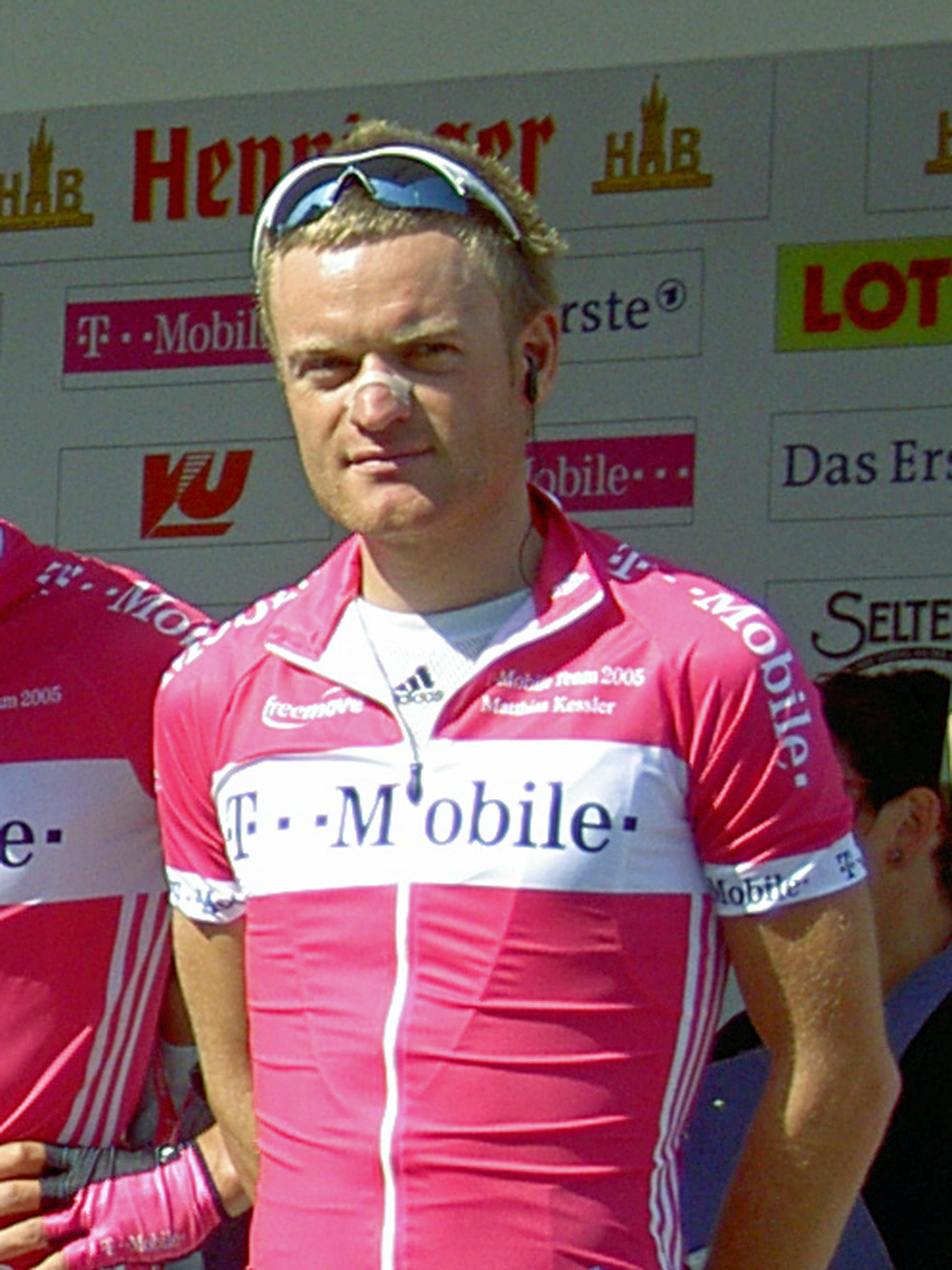
Matthias Kessler, em 2005.

Matthias Kessler (n. Nuremberga, 16 de maio, 1979), é um ciclista profissional alemão que participa de competições de ciclismo de estrada. Seu principal triunfo é uma etapa na Volta da França 2006.